# Dave Hakstol
David „Dave“ Hakstol (* 30. Juli 1968 in Drayton Valley, Alberta) ist ein kanadischer Eishockeyspieler und derzeitiger -trainer. Seine aktive Profikarriere, die der Verteidiger aufgrund einer Verletzung vorzeitig beenden musste, verbrachte er ausschließlich in der International Hockey League. Als Trainer begann er in der United States Hockey League, ehe er insgesamt 15 Jahre an der University of North Dakota tätig war, an der er auch selbst gespielt und studiert hatte. Im Mai 2015 wurde der Kanadier als Cheftrainer der Philadelphia Flyers aus der National Hockey League vorgestellt und war erst der dritte Trainer, der direkt vom College-Niveau in die NHL aufstieg. Diese Position hatte er bis Dezember 2018 inne und war anschließend als Assistenztrainer bei den Toronto Maple Leafs tätig. Zuletzt war der Kanadier von Juni 2021 bis April 2024 Cheftrainer der Seattle Kraken.

## Karriere

### Als Spieler

#### Jugend
Dave Hakstol wurde in Drayton Valley geboren und wuchs auf der Farm der Familie im ca. 50 Kilometer entfernten Warburg als jüngstes von drei Kindern auf. Sein Vater bewirtschaftete die Farm und arbeitete auf den umliegenden Ölfeldern während seine Mutter als Lehrerin tätig war. Eishockey spielte Hakstol vorerst in seinem Heimatort und später für ein Jahr in Camrose. Nach dem Schulabschluss wollte er an der University of Alberta in Edmonton ein Studium beginnen und parallel für ein Junioren-Team spielen, wurde jedoch nur eine Woche vor dem geplanten Umzug vom Trainer der Red Deer Rustlers aus der Alberta Junior Hockey League bei einem Probetraining entdeckt und spielte in der Folge drei Jahre in Red Deer. In diesem Zeitraum, von 1986 bis 1989, nahm Hakstol bereits parallel an Kursen des Red Deer College teil, die sein späteres Studium in North Dakota verkürzen sollten. Die University of North Dakota (UND) war es nämlich, die ihm 1989 ein entsprechendes Stipendium anbot; zudem war Dixon Ward, späterer NHL-Profi, mit dem er zuvor gemeinsam in Camrose und Red Deer gespielt hatte, bereits seit einem Jahr an der Universität eingeschrieben.

#### College- und Profikarriere
Im Team der North Dakota Fighting Sioux, wie die Mannschaft der Hochschule zu diesem Zeitpunkt noch hieß, etablierte sich der Verteidiger schnell und wurde bereits in seinem zweiten Jahr zum Kapitän gewählt. Sein drittes Jahr vollendete er allerdings nicht, weil er zuvor bereits Kurse am Red Deer College genommen hatte und somit aufgrund der NCAA-Regularien nicht mehr spielberechtigt war. Im darauf folgenden Sommersemester hätte er sein Studium mit einem Abschluss beenden können, entschied sich jedoch für eine vorläufige Profikarriere und schloss sich den Indianapolis Ice aus der International Hockey League (IHL) an. In Indianapolis kam Hakstol ebenso zu regelmäßigen Einsätzen wie bei den Minnesota Moose, zu denen er drei Jahre später innerhalb der IHL wechselte. Zudem war er sowohl Bei den Ice als auch bei den Moose als Mannschaftskapitän aktiv. In seiner zweiten Saison bei den Moose zog er sich im Dezember 1995 eine schwere Knieverletzung zu, nachdem ein Gegenspieler bei einem Zweikampf darauf gefallen war. Mehrere Bänder und Sehnen rissen und erforderten eine Operation, in Folge derer er seine aktive Karriere beenden musste. Insgesamt hatte der Verteidiger 280 IHL-Spiele absolviert und dabei 49 Scorerpunkte erzielt.

### Als Trainer

#### USHL
Noch während der Rehabilitation von seiner Knieverletzung stand Hakstol als Assistenztrainer der Minnesota Moose hinter der Bande und schloss parallel dazu sein Studium an der UND mit einem Bachelor of Business Administration ab. Im Anschluss plante er, seine Spielerkarriere in Europa fortzusetzen, allerdings erhielt er zuvor einen Anruf von Gino Gasparini, der ihn knapp drei Jahre bei den North Dakota Fighting Sioux trainiert hatte und nun neuer Geschäftsführer der United States Hockey League (USHL) war. Gasparini suchte kurzfristig einen neuen Cheftrainer für eines der Teams der USHL, die Sioux City Musketeers, und bot Hakstol den Posten an. Dieser akzeptierte das Angebot und begann somit im Oktober 1996 die Arbeit als Cheftrainer in der höchsten Juniorenliga der Vereinigten Staaten. Die erste Saison mit den Musketeers verlief sportlich äußerst enttäuschend, so musste die Mannschaft beim Debüt von Hakstol eine 4:16-Niederlage hinnehmen, verlor in der Folge 43 von 54 Spielen und beendete die reguläre Saison auf dem letzten Platz. In der Folge gelang es ihm, die Mannschaft zu stabilisieren und in den nächsten drei Jahren jeweils mehr Siege als Niederlagen einzufahren und die Playoffs zu erreichen. Zudem wurde er in der Saison 1997/98 zum Trainer des Jahres in der USHL gewählt.

#### North Dakota
Nach vier Jahren in Sioux City kehrte Hakstol an seine Alma Mater zurück, als er im Juli 2000 die Position des Assistenztrainers der Fighting Sioux unter Dean Blais übernahm. In den folgenden vier Jahren unter Blais war Hakstol vor allem für das Scouting und die Rekrutierung neuer Spieler verantwortlich. 2004 wechselte Blais ins Trainerteam der Columbus Blue Jackets und schlug Hakstol öffentlich als seinen Nachfolger vor; eine Position, die er in der Folge angeboten bekam und annahm. In seiner ersten Saison 2004/05 starteten die Fighting Sioux schwach und beendeten die Saison als fünfter der Western Collegiate Hockey Association (WCHA), qualifizierten sich jedoch für die landesweiten Playoffs der National Collegiate Athletic Association (NCAA). Dort stieß die Mannschaft bis in die Finalrunde, die Frozen Four, vor und gewann das Halbfinale gegen die University of Minnesota, unterlag jedoch im Finale der University of Denver und wurde somit zur zweitbesten College-Mannschaft der Vereinigten Staaten.
In seinen elf Jahren an der UND führte Hakstol die Mannschaft sieben Mal in die Frozen Four – häufiger als jede andere Universität in diesem Zeitraum. Das Team gewann drei Mal den Titel als bestes Team der regulären Saison sowie vier Playoff-Titel in ihrer Conference. Hakstol selbst wurde zweimal als Trainer des Jahres geehrt: 2009 in der WCHA und 2015 in der National Collegiate Hockey Conference, in die das Team zur Saison 2013/14 gewechselt war. 20 Spieler, die an der UND unter ihm als Cheftrainer gespielt hatten, haben zum Ende der Saison 2014/15 die NHL erreicht, darunter Jonathan Toews, Travis Zajac, Matt Greene und T. J. Oshie. Er verließ North Dakota als Trainer mit der zweithöchsten Siegquote der Teamhistorie.

#### NHL
Im Mai 2015 wurde Hakstol überraschend als neuer Cheftrainer der Philadelphia Flyers aus der National Hockey League (NHL) vorgestellt und trat damit die Nachfolge von Craig Berube an. Ron Hextall, General Manager der Flyers seit 2014, kannte und schätzte Hakstol, da dieser seinen Sohn Brett Hextall an der UND trainiert hatte. Hakstol wurde damit zum dritten Trainer, der aus der NCAA direkt in die NHL wechselte; vor ihm war dies nur Ned Harkness (1970, Detroit Red Wings) und Bob Johnson (1982, Calgary Flames) gelungen.
Bei der Weltmeisterschaft 2017 debütierte Hakstol auf internationalem Niveau, als er als Assistent von Jon Cooper mit der kanadischen Nationalmannschaft die Silbermedaille gewann.
Im Dezember 2018 wurde Hakstol nach nur zwölf Siegen aus 31 Spielen in der Saison 2018/19 entlassen – die Flyers lagen zu diesem Zeitpunkt auf dem letzten Platz der Eastern Conference und hatten zuvor bereits General Manager Ron Hextall durch Chuck Fletcher ersetzt. Insgesamt hatte Hakstol das Team in knapp dreieinhalb Jahren zweimal in die Playoffs geführt, war dort jedoch jeweils in der ersten Runde ausgeschieden. Zudem standen in der Geschichte der Flyers nur Fred Shero (554) und Mike Keenan (320) in mehr Spielen als Cheftrainer hinter der Bande als Hakstol (277). Seine Nachfolge trat interimsweise Scott Gordon an.
Im Juni 2019 wurde Hakstol als neuer Assistent von Cheftrainer Mike Babcock bei den Toronto Maple Leafs vorgestellt, wo er bis zum Ende der Saison 2020/21 unter dessen Nachfolger Sheldon Keefe tätig war. Im Juni 2021 wurde der Kanadier als erster Cheftrainer der neu gegründeten Seattle Kraken ernannt. Diese betreute er bis zum Ende der Saison 2023/24.

## Erfolge und Auszeichnungen
- 1998 USHL-Trainer des Jahres
- 2009 WCHA-Trainer des Jahres
- 2015 NCHC-Trainer des Jahres
- 2017 Silbermedaille bei der Weltmeisterschaft (als Assistenztrainer)

## Karrierestatistik

### Spielerstatistik
(Legende zur Spielerstatistik: Sp oder GP = absolvierte Spiele; T oder G = erzielte Tore; V oder A = erzielte Assists; Pkt oder Pts = erzielte Scorerpunkte; SM oder PIM = erhaltene Strafminuten; +/− = Plus/Minus-Bilanz; PP = erzielte Überzahltore; SH = erzielte Unterzahltore; GW = erzielte Siegtore; 1 Play-downs/Relegation; Kursiv: Statistik nicht vollständig)

### Trainerstatistik

#### USHL
| Team                  | Saison  | reguläre Saison | reguläre Saison | reguläre Saison | reguläre Saison | reguläre Saison | reguläre Saison | Playoffs           | Playoffs           | Playoffs           |
| Team                  | Saison  | Spiele          | S               | N               | OTL             | Pkt             | Platz           | S                  | N                  | Resultat           |
| --------------------- | ------- | --------------- | --------------- | --------------- | --------------- | --------------- | --------------- | ------------------ | ------------------ | ------------------ |
| Sioux City Musketeers | 1996/97 | 54              | 8               | 43              | 2               | 20              | 12.             | nicht qualifiziert | nicht qualifiziert | nicht qualifiziert |
| Sioux City Musketeers | 1997/98 | 56              | 32              | 21              | 3               | 67              | 5.              | 1                  | 4                  | 1. Runde           |
| Sioux City Musketeers | 1998/99 | 56              | 34              | 19              | 3               | 71              | 5.              | 2                  | 3                  | 1. Runde           |
| Sioux City Musketeers | 1999/00 | 58              | 27              | 26              | 5               | 59              | 9.              | 2                  | 3                  | 1. Runde           |
| Gesamt                | Gesamt  | 224             | 101             | 109             | 13              | 217             | –               | 5                  | 10                 | –                  |

#### North Dakota
| Team         | Saison  | reguläre Saison | reguläre Saison | reguläre Saison | reguläre Saison | reguläre Saison | reguläre Saison | Playoffs        | NCAA-Playoffs            |
| Team         | Saison  | Spiele          | S               | N               | U               | Pkt             | Platz           | Platz           | Resultat                 |
| ------------ | ------- | --------------- | --------------- | --------------- | --------------- | --------------- | --------------- | --------------- | ------------------------ |
| North Dakota | 2004/05 | 28              | 13              | 12              | 3               | 29              | 5. (WCHA)       | 3.              | Finale                   |
| North Dakota | 2005/06 | 28              | 16              | 12              | 0               | 32              | 4. (WCHA)       | 1.              | Halbfinale               |
| North Dakota | 2006/07 | 28              | 13              | 10              | 5               | 31              | 3. (WCHA)       | 2.              | Halbfinale               |
| North Dakota | 2007/08 | 28              | 18              | 7               | 3               | 39              | 2. (WCHA)       | 3.              | Halbfinale               |
| North Dakota | 2008/09 | 28              | 17              | 7               | 4               | 38              | 1. (WCHA)       | 4.              | 1. Runde                 |
| North Dakota | 2009/10 | 28              | 15              | 10              | 3               | 33              | 4. (WCHA)       | 1.              | 1. Runde                 |
| North Dakota | 2010/11 | 28              | 21              | 6               | 1               | 43              | 1. (WCHA)       | 1.              | Halbfinale               |
| North Dakota | 2011/12 | 28              | 16              | 11              | 1               | 33              | 4. (WCHA)       | 1.              | 2. Runde                 |
| North Dakota | 2012/13 | 28              | 14              | 7               | 7               | 35              | 3. (WCHA)       | 4.              | 2. Runde                 |
| North Dakota | 2013/14 | 24              | 15              | 9               | 0               | 45              | 2. (NCHC)       | 3.              | Halbfinale               |
| North Dakota | 2014/15 | 24              | 16              | 6               | 2               | 35              | 1. (NCHC)       | 4.              | Halbfinale               |
| Gesamt       | Gesamt  | 300             | 174             | 97              | 29              | 393             | 3 Titel         | 4 Playoff-Titel | 7 Frozen-Four-Teilnahmen |

#### NHL
| Team                | Saison  | reguläre Saison | reguläre Saison | reguläre Saison | reguläre Saison | reguläre Saison | reguläre Saison      | Playoffs           | Playoffs           | Playoffs           |
| Team                | Saison  | Spiele          | S               | N               | OTL             | Pkt             | Platz (Division)     | S                  | N                  | Resultat           |
| ------------------- | ------- | --------------- | --------------- | --------------- | --------------- | --------------- | -------------------- | ------------------ | ------------------ | ------------------ |
| Philadelphia Flyers | 2015/16 | 82              | 41              | 27              | 14              | 96              | 5. (Metropolitan)    | 2                  | 4                  | 1. Runde           |
| Philadelphia Flyers | 2016/17 | 82              | 39              | 33              | 10              | 88              | 6. (Metropolitan)    | nicht qualifiziert | nicht qualifiziert | nicht qualifiziert |
| Philadelphia Flyers | 2017/18 | 82              | 42              | 26              | 14              | 98              | 3. (Metropolitan)    | 2                  | 4                  | 1. Runde           |
| Philadelphia Flyers | 2018/19 | 31              | 12              | 14              | 4               | 28              | entlassen            | entlassen          | entlassen          | entlassen          |
| Seattle Kraken      | 2021/22 | 82              | 27              | 49              | 6               | 60              | 8. (Pacific)         | nicht qualifiziert | nicht qualifiziert | nicht qualifiziert |
| Seattle Kraken      | 2022/23 | 82              | 46              | 28              | 8               | 100             | 4. (Pacific)         | 7                  | 7                  | 2. Runde           |
| Seattle Kraken      | 2023/24 | 82              | 34              | 35              | 13              | 81              | 6. (Pacific)         | nicht qualifiziert | nicht qualifiziert | nicht qualifiziert |
| Gesamt              | Gesamt  | 523             | 241             | 213             | 69              | 551             | kein Divisions-Titel | kein Stanley Cup   | kein Stanley Cup   | kein Stanley Cup   |

(Legende zur Trainerstatistik: S = Siege; N = Niederlagen; U = Unentschieden; OTL = Niederlage in Verlängerung bzw. Shootout; Pkt = Punkte)

## Persönliches
Hakstol ist seit 2003 verheiratet und hat eine Tochter sowie einen Sohn.